# Copa Montevideo 1954
Die Copa Montevideo 1954 war die zweite Austragung dieses internationalen Vereinsfußballturnieres. Sie wurde als einrundiges Turnier im Januar und Februar 1954 – also während des Südsommers – im Estadio Centenario der uruguayischen Hauptstadt Montevideo veranstaltet. Es handelte sich um eines der in Uruguay seit den 1930er Jahren beliebten Sommerturniere während der saisonalen Spielzeitpause der Primera División und zusammen mit der Austragung 1953 war es die teilnehmerstärkste Ausgabe dieser Wettbewerbe überhaupt.
An dem mehr als fünfwöchigen Turnier nahmen acht Vereine aus sechs Staaten Europas und Südamerikas teil. Uruguay erlebte unter seinem Regierungsnationalrat eine Zeit des relativen Wohlstandes und des wirtschaftlichen Erfolges. Aus diesem Grund konnten 1953 und 1954 die vergleichsweise großen Turniere durchgeführt werden. Die Kosten beinhalteten die teils lange Anreise der Teams sowie die längerfristige Unterbringung der großen Delegationen. Dennoch stand am Ende ein finanzielles Plus. Das hohe Renommee, das der uruguayische Fußball zur damaligen Zeit dank des Sieges der uruguayischen Nationalmannschaft bei der Fußball-Weltmeisterschaft 1950 genoss, führte dazu, dass die Organisatoren der Copa Montevideo 1954 problemlos auch europäische Vereine einladen konnten, anstatt dass uruguayische Vereine auf Einladungen aus dem Ausland hoffen mussten.
Als Sieger des Turnieres ging der Gastgeber CA Peñarol hervor. Die Mannschaft der Aurinegros konnte alle sieben Partien gewinnen.

## Teilnehmer
Gastgeber der Copa Montevideo waren mit dem CA Peñarol und dem Club Nacional de Football die beiden herausragenden Vereine der uruguayischen Hauptstadt. Darüber hinaus nahmen an dem Turnier Teams aus drei weiteren südamerikanischen Staaten teil. Aus Europa waren der schwedische IFK Norrköping sowie der österreichische SK Rapid Wien eingeladen worden, die beide in ihren jeweiligen Ländern zu den besten Teams zählten. Die Delegation des IFK Norrköping bestand aus 17 Spielern und vier Betreuern – für die Dauer der Reise und des Turnieres wurden auch fünf Spieler vom IFK Göteborg und vom Jönköpings Södra IF in die Mannschaft integriert. Anstatt erst einen Zwischenstopp am Flughafen Stockholm/Bromma einlegen zu müssen, reiste man mit einem Sonder-Direktflug der KLM von Norrköping nach Amsterdam, wo man mit der Wiener Delegation zusammentraf. Die Reise führte in mehreren Flugetappen weiter über Lissabon, Dakar, Recife und Rio de Janeiro bis schließlich nach Montevideo. Das Teilnehmerfeld setzte sich wie folgt zusammen:
- SK Rapid Wien – (Dritter der österreichischen Meisterschaft 1952/53)
- IFK Norrköping – (Schwedischer Vizemeister 1952/53 und Finalist des Schwedischen Pokals 1953)
- Club Sportivo Luqueño – (Paraguayischer Meister 1953)
- Club Alianza Lima – (Peruanischer Vizemeister 1953)
- Fluminense FC – (Sieger der Copa Rio 1952, Fünfter des Torneio Rio-São Paulo 1953 und Vizemeister der Staatsmeisterschaft von Rio de Janeiro 1953)
- America FC – (Fünfter der Staatsmeisterschaft von Rio de Janeiro 1953)
- CA Peñarol – (Uruguayischer Meister 1953)
- Club Nacional de Football – (Titelverteidiger und uruguayischer Vizemeister 1953)

Vor der Etablierung der Copa Libertadores im Jahr 1960 gab es keine südamerikanische Vereinsmeisterschaft. Häufig waren stattdessen binationale Wettbewerbe oder auch nur einzelne Spiele zwischen Klubs zweier Länder. In der Copa del Atlántico 1947 trafen erstmals Mannschaften dreier Staaten aufeinander und das Campeonato Sudamericano de Campeones 1948 kann als erste inoffizielle Kontinentalmeisterschaft betrachtet werden, da sich sein Teilnehmerfeld aus sieben Vereinen zusammensetzte, die als die besten ihrer jeweiligen Staaten galten. Mit der Copa del Atlántico de Clubes 1956 folgte ein weiterer Drei-Nationen-Wettbewerb. Die Austragungen der Copa Montevideo in den Jahren 1953 und 1954 reihten sich in diese hochkarätig besetzten Turniere ein und konnten mit Teilnehmern aus vier verschiedenen südamerikanischen Ländern auch den Status einer inoffiziellen Kontinentalmeisterschaft für sich in Anspruch nehmen. Hinsichtlich der Leistungen der Teilnehmer im Vorjahr der jeweiligen Austragung wartete der Wettbewerb 1954 mit besseren beziehungsweise erfolgreicheren Teilnehmern auf als sein Vorgänger. Anzumerken ist, dass in beiden Jahren kein Verein aus Argentinien teilnahm. Dort dominierten zu jener Zeit der CA River Plate, der CA Boca Juniors sowie der Racing Club, deren Fernbleiben den Anspruch der Copa Montevideo, die beste südamerikanische Mannschaft zu ermitteln, unterminierte.
Abgesehen von den beiden uruguayischen Vereinen war auch der brasilianische Fluminense FC aus Rio de Janeiro ein Rückkehrer, hatte er doch als einziger der Gäste bereits an der Copa Montevideo im Vorjahr teilgenommen. Ihren bis dahin größten Erfolg hatten die Tricolores 1952 mit dem Sieg in der zweiten und letzten Austragung der Copa Rio verbuchen können. Das kurzlebige Turnier galt wegen der Teilnahme auch europäischer nationaler Meister – es nahmen allerdings ebenfalls keine argentinischen Vereine teil – als erste inoffizielle Klub-Weltmeisterschaft. Der Fluminense FC reiste also als inoffizieller Klub-Weltmeister zur Copa Montevideo 1954.

## Leben während des Turnieres
„Men nu väntade oss en härlig tid i det sommarvarma landet Uruguay.“
„Nun aber erwartete uns eine herrliche Zeit im sommerlich warmen Uruguay.“

Informationen zu Freizeitaktivitäten für die Sportler während der spielfreien Tage sowie zu den Lebensbedingungen in Montevideo sind vor allem in den Memoiren von Åke Johansson zu finden, der als Abwehrspieler für den IFK Norrköping auflief. Seine Erzählungen konzentrierten sich erwartungsgemäß hauptsächlich auf das eigene Team und spiegeln somit lediglich einen Ausschnitt wider.
Die Schweden waren, ebenso wie beide brasilianische Mannschaften, im Hotel Eremitage untergebracht, das direkt am Strand des Stadtviertels Pocitos lag. Johansson führte an, dass er und seine Vereinskameraden sich sehr in ihrer Nachtruhe gestört fühlten durch die von den Brasilianern nahezu rund um die Uhr gespielte Samba-Musik. Andererseits überlegte er, ob ihnen dieser Umstand eventuell zusätzliche Kräfte verliehen habe in den beiden Spielen gegen die beiden Vertreter aus Rio de Janeiro – immerhin konnten beide Partien gewonnen werden.
Mehrmals trafen die schwedischen Spieler mit Wirtschaftsvertretern – unter anderem von  Atlas Copco, Holmens Bruk, Svenska Tändsticksbolaget, ASEA und Facit – zusammen, beispielsweise im Skandinaviska-Klub. Montevideo war zur damaligen Zeit die beliebteste Stadt für schwedische Unternehmen, die Geschäfte in Südamerika machen wollten. Die schwedische Delegation erfuhr, dass durch das kämpferische und gleichzeitig freundliche Auftreten der Mannschaft die Reputation Schwedens in Uruguay signifikant erhöht worden sei, was dazu führte, dass man leichter Geschäftsbeziehungen aufbauen konnte. Das hohe Ansehen, das die Spieler vom IFK Norrköping in Montevideo genossen, zeigte sich auch in den Tagen nach der knappen Niederlage gegen den CA Peñarol, als sie bei Stadtrundgängen von Menschen auf den Straßen zu ihrer Leistung beglückwünscht wurden.
Die Unterschiede zwischen den Amateurteams und den professionellen Mannschaften offenbarte sich laut Johansson insbesondere auch bei der Ausstattung der Mannschaftsärzte: Während die Betreuer des IFK Norrköping lediglich einen Verbandkasten – dieser enthielt Wundschnellverbände, Watte, Wundsalben, Mullbinden, Pinzetten, Verbandscheren und Kopfschmerztabletten – mitführten, hatte beispielsweise der Fluminense FC im Hotel ein eigenes Krankenzimmer eingerichtet. Im Stadion standen für alle teilnehmenden Vereine gut ausgestattete Krankenstationen zur Verfügung, in denen Ärzte Diagnosen, Röntgenuntersuchungen, kleinere ambulante Operationen und Wundbehandlungen durchführen konnten. Der bekannte schwedische Herz- und Lungenchirurg Clarence Crawford (1899–1984) befand sich während des Turnieres gerade auf einer Vortragsreise durch Südamerika und traf in Montevideo auf Carl-Elis Halldén, den Teamchef des IFK Norrköping. Er erklärte ihm, dass in dem für die nordeuropäischen Spieler ungewohnt warmen Klima Schwimmen und Sonnenbaden den Körper über die Maßen entkräften würden. Daraufhin untersagte Halldén seinen Spielern, abgesehen von kurzzeitigen Ausnahmen, diese Aktivitäten.

## Verlauf des Turnieres
Insgesamt wurden die 28 Partien von 346.786 Zuschauern besucht, was einem Durchschnitt von 12.385 pro Partie entspricht. Davon entfielen 60.000 auf das Clásico zwischen dem CA Peñarol und dem Club Nacional de Football am letzten Tag des Turnieres. Sämtliche Spiele wurden spätabends ausgetragen, um der sommerlichen Hitze zu entgehen. Im Falle von Regen verlegte man die Ansetzungen auf einen anderen Tag, sodass alle Spiele bei gutem Wetter stattfanden. Die Terminierung der Partien führte dazu, dass einige Mannschaften über längere Zeit spielfrei hatten – beispielsweise pausierte der Club Sportivo Luqueño zwischen dem 28. Januar und dem 10. Februar zwölf Tage lang. In der folgenden Tabelle sind die Spieltage des Turnieres gelb markiert:
| 1954 | Januar | Januar | Januar | Januar | Januar | Januar | Januar | Januar | Januar | Januar | Januar | Februar | Februar | Februar | Februar | Februar | Februar | Februar | Februar | Februar | Februar | Februar | Februar | Februar | Februar | Februar | Februar | Februar | Februar | Februar | Februar | Februar | Februar | Februar | Februar | Februar |
| 1954 | 21.    | 22.    | 23.    | 24.    | 25.    | 26.    | 27.    | 28.    | 29.    | 30.    | 31.    | 1.      | 2.      | 3.      | 4.      | 5.      | 6.      | 7.      | 8.      | 9.      | 10.     | 11.     | 12.     | 13.     | 14.     | 15.     | 16.     | 17.     | 18.     | 19.     | 20.     | 21.     | 22.     | 23.     | 24.     | 25.     |

Das Eröffnungsspiel bestritten am 21. Januar der CA Peñarol und der paraguayische Vertreter Club Sportivo Luqueño. In Peñarols Kader standen acht Spieler, die 1950 Weltmeister geworden waren. Dementsprechend galt die Mannschaft zusammen mit ihrem Stadtrivalen Nacional als großer Favorit auf den Titel und erwartungsgemäß konnte man sich im ersten Spiel mit 6:1 durchsetzen.
Peñarol gelangen im ersten Spiel sechs, in der zweiten Partie acht und in der dritten fünf Treffer. Vor dem Aufeinandertreffen mit dem landläufig schwach eingeschätzten IFK Norrköping am 3. Februar spekulierten die Tageszeitungen über einen möglichen neuen Torrekord im Estadio Centenario und forderten die Zuschauer auf, Zettel und Stifte oder gar Abakusse mitzunehmen, um die Übersicht über die vielen Treffer zu behalten. Die Schweden aber hatten sich sehr gut auf ihren Gegner vorbereitet und sorgten für einen nahezu ausgeglichenen Spielverlauf. Unmittelbar vor der Halbzeitpause erzielte Óscar Omar Míguez nach einem Freistoß per Kopfball die 1:0-Führung für Peñarol, doch in der zweiten Hälfte konnte Norrköping per Freistoßtor von Bengt Gustavsson ausgleichen. Die Gäste beklagten allerdings später, dass sie ab diesem Zeitpunkt vom englischen Schiedsrichter benachteiligt worden seien – beispielsweise durch ungerechtfertigt gegen sie gepfiffene Frei- und Eckstöße. Erst in der sechsten Minute der Nachspielzeit gelang den Aurinegros in ihrem Heimstadion durch Juan Schiaffino der Siegtreffer. Dass Norrköping trotz der letztlich unglücklichen Niederlage starken Kampfgeist bewiesen hatte und unerwartet gut aufgetreten war, bemerkte jedoch auch die fußballaffine Bevölkerung Montevideos. So wurde die Mannschaft am nächsten Tag bei einem Spaziergang durch die Innenstadt mit spontanem Applaus und „Bravo“-Rufen bedacht. Der IFK Norrköping sorgte wenig später am 6. Februar auch für die größte Überraschung des Turnieres, als der Fluminense FC besiegt werden konnte. Die Brasilianer, die eineinhalb Jahre zuvor ohne Niederlage inoffizieller Klub-Weltmeister geworden waren, mussten sich den Schweden mit 0:1 geschlagen geben.
Trotz der aufgrund des außergewöhnlich guten Torverhältnisses scheinbaren Dominanz Peñarols hatte vor dem letzten Spieltag am 25. Februar auch Nacional noch eine Chance auf den Titel. Dies rührte daher, dass auch El Decano bis dahin noch keine Niederlage kassiert hatte. Fünf Siegen und einem Unentschieden standen Peñarols sechs Siege gegenüber. Hätte Nacional das Clásico gewonnen, hätten sie sich trotz des schlechteren Torverhältnisses die Copa Montevideo gesichert (sechs Siege und ein Unentschieden gegen sechs Siege und eine Niederlage). Bei einem Unentschieden hätte Peñarol triumphiert. Letztlich waren diese Rechenspiele unnötig, denn Peñarol konnte auch in diesem letzten Spiel des Turnieres die Serie aufrechterhalten und feierte nach Toren von Carlos Borges und Óscar Omar Míguez einen 2:0-Sieg über Nacional. Die Aurinegros hatten sich somit gegen sämtliche Gegner durchsetzen können und standen nach sieben Siegen und mit einem Torverhältnis von + 23 Treffern souverän an der Tabellenspitze.
Der CA Peñarol und der Club Alianza Lima waren die einzigen Teams, die in jedem ihrer jeweiligen Spiele Tore erzielten. Darüber hinaus verzeichnete Peñarol im Turnierverlauf die meisten Siege ohne Gegentor (drei). Den schlechtesten Einstieg in das Turnier hatte der America FC, der seine ersten fünf Spiele allesamt verlor. Das Team teilte sich mit dem IFK Norrköping auch einen weiteren Negativrekord – die meisten Niederlagen ohne eigenen Torerfolg (jeweils drei).

## Statistik

### Liste der Spiele
|                           |   |                       |     |
| Sa., 21. Januar 1954      |   |                       |     |
| CA Peñarol                | – | Club Sportivo Luqueño | 6:1 |
| Sa., 24. Januar 1954      |   |                       |     |
| Club Nacional de Football | – | Club Alianza Lima     | 3:2 |
| Sa., 25. Januar 1954      |   |                       |     |
| Club Sportivo Luqueño     | – | IFK Norrköping        | 1:0 |
| SK Rapid Wien             | – | America FC            | 1:0 |
| Sa., 27. Januar 1954      |   |                       |     |
| CA Peñarol                | – | Club Alianza Lima     | 8:3 |
| Sa., 28. Januar 1954      |   |                       |     |
| Fluminense FC             | – | Club Sportivo Luqueño | 8:1 |
| Club Nacional de Football | – | IFK Norrköping        | 3:0 |
| Sa., 31. Januar 1954      |   |                       |     |
| America FC                | – | IFK Norrköping        | 1:2 |
| SK Rapid Wien             | – | CA Peñarol            | 2:5 |
| Sa., 2. Februar 1954      |   |                       |     |
| SK Rapid Wien             | – | Fluminense FC         | 1:3 |
| Sa., 3. Februar 1954      |   |                       |     |
| Club Nacional de Football | – | America FC            | 2:0 |
| CA Peñarol                | – | IFK Norrköping        | 2:1 |
| Sa., 4. Februar 1954      |   |                       |     |
| Club Alianza Lima         | – | America FC            | 2:1 |
| Sa., 6. Februar 1954      |   |                       |     |
| Club Nacional de Football | – | SK Rapid Wien         | 2:1 |
| Fluminense FC             | – | IFK Norrköping        | 0:1 |
| Sa., 9. Februar 1954      |   |                       |     |
| SK Rapid Wien             | – | IFK Norrköping        | 3:1 |
| CA Peñarol                | – | America FC            | 4:0 |
| Sa., 10. Februar 1954     |   |                       |     |
| Club Sportivo Luqueño     | – | Club Alianza Lima     | 1:1 |
| Club Nacional de Football | – | Fluminense FC         | 1:1 |
| Sa., 13. Februar 1954     |   |                       |     |
| SK Rapid Wien             | – | Club Sportivo Luqueño | 2:0 |
| Sa., 16. Februar 1954     |   |                       |     |
| SK Rapid Wien             | – | Club Alianza Lima     | 0:2 |
| Fluminense FC             | – | America FC            | 2:3 |
| Sa., 18. Februar 1954     |   |                       |     |
| IFK Norrköping            | – | Club Alianza Lima     | 0:1 |
| Club Nacional de Football | – | Club Sportivo Luqueño | 6:2 |
| Sa., 21. Februar 1954     |   |                       |     |
| America FC                | – | Club Sportivo Luqueño | 4:2 |
| CA Peñarol                | – | Fluminense FC         | 3:0 |
| Sa., 25. Februar 1954     |   |                       |     |
| Fluminense FC             | – | Club Alianza Lima     | 3:1 |
| Club Nacional de Football | – | CA Peñarol            | 0:2 |

### Abschlusstabelle
Anmerkung: Zur besseren Übersicht werden die Punkte gemäß der modernen Drei-Punkte-Regel angegeben.
| Pl. | Land                      | Sp. | S | U | N | Tore    | Diff. | Punkte |
| --- | ------------------------- | --- | - | - | - | ------- | ----- | ------ |
| 1.  | CA Peñarol                | 7   | 7 | 0 | 0 | 030:700 | +23   | 21     |
| 2.  | Club Nacional de Football | 7   | 5 | 1 | 1 | 017:800 | +9    | 16     |
| 3.  | Fluminense FC             | 7   | 3 | 1 | 3 | 017:110 | +6    | 10     |
| 4.  | Club Alianza Lima         | 7   | 3 | 1 | 3 | 012:160 | −4    | 10     |
| 5.  | SK Rapid Wien             | 7   | 3 | 0 | 4 | 010:120 | −2    | 09     |
| 6.  | America FC (RJ)           | 7   | 2 | 0 | 5 | 009:150 | −6    | 06     |
| 7.  | IFK Norrköping            | 7   | 2 | 0 | 5 | 005:110 | −6    | 06     |
| 8.  | Club Sportivo Luqueño     | 7   | 1 | 1 | 5 | 008:270 | −19   | 04     |

### Beste Torschützen
| Pl. | Spieler                   | Verein                    | Tore |
| --- | ------------------------- | ------------------------- | ---- |
| 1.  | Óscar Omar Míguez         | CA Peñarol                | 10   |
| 2.  | Javier Ambrois            | Club Nacional de Football | 6    |
| 2.  | Jesús Villalobos Villegas | Fluminense FC             | 6    |
| 3.  | Wassil                    | America FC                | 4    |
| 3.  | Juan Hohberg              | CA Peñarol                | 4    |
| 3.  | Carlos Borges             | CA Peñarol                | 4    |
| 3.  | Julio Abbadie             | CA Peñarol                | 4    |